# لبدوف ۲۳۴۲
سیارک ۲۳۴۲ (به انگلیسی: 2342 Lebedev، نامگذاری:1968UQ) دو هزار و سیصد و چهل و دومین سیارک کشف شده‌است که در ۲۲ اکتبر ۱۹۶۸ کشف شد.
قدر مطلق سیارک برابر ۱۱٫۷۰ است.